# Femtosecondo
Il femtosecondo (simbolo: fs) è un'unità di misura del tempo, sottomultiplo del secondo, pari ad un milionesimo di miliardesimo di secondo, ovvero 10−15 s in notazione esponenziale (il prefisso "femto-" significa appunto 10−15). Assieme allo yocto, allo zepto ed all'attosecondo, il femtosecondo è uno degli ordini di grandezza del tempo più piccoli riportati nella nomenclatura del sistema internazionale di unità di misura. Per via del valore infinitesimale, il femtosecondo non trova di fatto impieghi nella pratica, tuttavia viene utilizzato, più come "concetto" che col significato di unità di misura, per indicare processi fisici o chimici le cui tempistiche rientrano in tale ordine di grandezza. È noto, ad esempio, che il tempo stimato necessario ad un elettrone per compiere un trasferimento da un atomo ad un altro è di circa 1 fs. Esiste una branca della chimica, la femtochimica, termine coniato negli anni ottanta, che si prefigge di studiare i fenomeni chimici che avvengono a velocità elevatissime, nell'ordine appunto dei femtosecondi.